# Doły (Litwa)
Doły (lit. Kloniai) – wieś na Litwie, w okręgu wileńskim, w rejonie wileńskim, w gminie Niemież. Graniczy z Wilnem.

## Historia
W dwudziestoleciu międzywojennym leżały w Polsce, w województwie wileńskim, w powiecie grodzkim Wilno. W 1931 miejscowość liczyła 54 mieszkańców, zamieszkałych w 9 budynkach.
Po II wojnie światowej w granicach Związku Sowieckiego. Od 1991 na niepodległej Litwie.